# 1979年8月22日日食
1979年8月22日日食是一次日環食，發生於1979年8月22日。新月當天（即朔日），地球上觀測到月球和太阳的角距離極小，此時月球如果恰好在月球交點附近，穿過太阳和地球之間，與地球、太阳接近一直線，則會出現日食。月球穿過太阳和地球之間，但距地球較遠，本影未能接觸地表，而使偽本影覆蓋的區域內看到月球的角直徑小於太陽，就形成日環食，同時在偽本影兩側數千公里的半影範圍內形成日偏食。此次日環食經過了南极洲埃爾斯沃思地，日偏食則覆蓋了南美洲南部、南极洲靠近南美洲的一部分及周邊部分地區。

## 日食概況

### 出現區域
南极洲玛丽·伯德地海岸以北約1800公里的南太平洋洋面在日出時分最先看到日環食，隨後月球偽本影先向東再向東南移動，在彼得一世島西北約1300公里處達到最大食分，此後覆蓋了彼得一世島，從埃爾斯沃思地登上南極大陸，覆蓋了埃爾斯沃思地的一部分和玛丽·伯德地東部，不久後就離開地表。環食帶未覆蓋任何南極科學考察站。
除了上述狹窄的環食帶內能看到日環食之外，月球半影覆蓋範圍內都能看到日偏食，包括玻里尼西亞中南部、智利除北端外的絕大部分、玻利維亞西南角、阿根廷除東北部外的絕大部分、巴拉圭南端、乌拉圭全境、巴西南端、福克蘭群島、南乔治亚和南桑威奇群岛，以及西部南极洲靠近南美洲的約一半區域。

### 基本參數
- 類型：日環食
- 食甚中心處（位於彼得一世島西北約1300公里的南太平洋）資料：
  - 時間：1979年8月22日17:21:47.8
  - 地點：59°34.0′S 108°30.6′W / 59.5667°S 108.5100°W
  - 食分：0.9329（環食帶內最大）
  - 日環食持續時間：6分2.8秒

## 相關的日食

### 1979-1982年的日食
月球交替位於相對的月球交點時，以半個交點年（食年），即約177天又4小時間隔出現下列日食。
| 降交點                                                          | 降交點                   |          | 升交點                   | 升交點 |
| 沙羅周期                                                        | 地圖                     | 沙羅周期 | 地圖                     |        |
| 120                                                             | 1979年2月26日 全食       | 125      | 1979年8月22日 環食       |        |
| 130                                                             | 1980年2月16日 全食       | 135      | 1980年8月10日 環食       |        |
| 140                                                             | 1981年2月4日 環食        | 145      | 1981年7月31日 全食       |        |
| 150                                                             | 1982年1月25日 偏食（南） | 155      | 1982年7月20日 偏食（北） |        |
| 註：1982年6月21日和1982年12月15日的日偏食屬於下一組交點年系列。 |                          |          |                          |        |

### 沙羅周期
沙羅周期長度為18年11天。本次日食屬於沙羅周期125，共包含73次日食，依次為1060年2月4日至1258年6月3日的12次日偏食、1276年6月13日至1330年7月16日的4次日全食、1348年7月26日至1366年8月7日的2次全環食（亦稱混合食）、1384年8月17日至1979年8月22日的24次日環食、1997年9月2日至2358年4月9日的21次日偏食，總共歷時1298.17年。其中最長的全食發生於1294年6月25日，共持續了1分11秒。
下表列舉了1901年至2100年間發生的屬於該周期的日食，是第48至58次：
| 48             | 49             | 50            |
| -------------- | -------------- | ------------- |
| 1907年7月10日  | 1925年7月20日  | 1943年8月1日  |
| 51             | 52             | 53            |
| 1961年8月11日  | 1979年8月22日  | 1997年9月2日  |
| 54             | 55             | 56            |
| 2015年9月13日  | 2033年9月23日  | 2051年10月4日 |
| 57             | 58             |               |
| 2069年10月15日 | 2087年10月26日 |               |

## 資料來源
1. ↑  樊忠玉. . 中国天文科普网.   [2016-03-10]. （原始内容存档于2014-09-17）.
2. 1 2  Fred Espenak. . NASA Eclipse Web Site.   [2016-03-10]. （原始内容存档于2020-10-21）.（英文）
3. ↑  Fred Espenak. . NASA Eclipse Web Site.   [2016-03-10]. （原始内容存档于2020-10-23）.（英文）
4. ↑  Xavier M. Jubier. .   [2016-03-10]. （原始内容存档于2019-06-03）.（法文）（英文）
5. ↑  Fred Espenak. . NASA Eclipse Web Site.   [2016-03-10]. （原始内容存档于2008-08-29）.（英文）
6. ↑  Fred Espenak. . NASA Eclipse Web Site.（英文）

## 外部連結
- NASA日食專頁（页面存档备份，存于）（英文）
- 可見區域圖和時間統計：由弗雷德·埃斯佩纳克做出的日食預報，NASA/GSFC
  - Google互動地圖呈現的日食範圍
  - 貝塞爾元素
- Google地圖顯示的日環食和日偏食範圍（页面存档备份，存于）（法文）（英文）

| \| \| 日食 \|                             |                              |                                           |
| 上一次日食： 1979年2月26日日食 （日全食） | 1979年8月22日日食 （日環食） | 下一次日食： 1980年2月16日日食 （日全食） |
| 上一次日環食： 1977年4月18日日食          | 1979年8月22日日食 （日環食） | 下一次日環食： 1980年8月10日日食          |
|                                           | 日食                         |                                           |